# 达鲁花赤
达鲁花赤，一作“達嚕噶齊”，意为“掌印者”，是蒙古帝国一种特殊的职官称谓，與它同源的答魯合剌禿孩意謂「提調」，另有宣差，持節之意。
达鲁花赤最初为成吉思汗所设，曾广泛通行于蒙古帝国和元朝。达鲁花赤原意为“掌印者”，后来成为长官或首长的通称。在元朝的各级地方政府，均设有达鲁花赤一职，掌握地方行政和军事实权，是地方各级的最高长官。在元朝中央政府也有某些部门设置达鲁花赤官职。达鲁花赤一般必须由蒙古人或色目人担任，这种做法被认为具有强烈的民族主義差別待遇色彩。但也有其他民族的人担任达鲁花赤的记载。在金帳汗國，他們被稱為八思哈（俄语：Баскак）。明朝以后，达鲁花赤官职在中国被废除。

## 释义和起源
达鲁花赤在蒙古语中原意是“掌印者”。1222年，成吉思汗开始在占领区设置达鲁花赤官职，负责监治地方军政事务。
当时，蒙古军队征服一个地区之后，无力独立维持在当地的统治，因此委托当地人治理，而设置达鲁花赤来进行监督。达鲁花赤掌握象征决策拍板权力的官员印玺，所以实际上是当地的最高统治者。
这是蒙古帝国维持对于被其征服地区统治权的措施。在巴格达与弗拉基米尔也有达鲁花赤。

## 设置
蒙古帝国分裂后，达鲁花赤的设置在元朝沿袭了下来，并普遍地在不同部门和不同层次的位置上设置达鲁花赤。此时，达鲁花赤已经不是一种官职的名称，而是指代一类官职，即某部门的最高长官。
此外，蒙古帝国的各汗国在与元帝国分立之后，也在当地汗国设置达鲁花赤官职。
朱元璋建立明朝之后，全面废除了达鲁花赤此一官職。

### 金帐汗国
在金帐汗国，使用“八思哈”（Basqaq）称呼蒙古汗在被征服地區的代表。波斯語“沙黑納”与此词同义。突厥语動詞“Bas”指印、克服、攻击，加入词缀-qaq意思是文件上加蓋公章的人。他們在當時的俄羅斯是金帳汗國的早期代表，作為税吏負責征收貢品（牙薩克），也有軍事權力監督羅斯公國，一直維持到烏兹别克汗時代。現代俄羅斯姓巴斯卡科夫（Баска́ков）是這些蒙古突厥税吏後人。

### 地方政府
元朝地方的诸路万户府、路、府、州、县各级，都在原来的总管、府尹、知府、知州、知县之外，设置达鲁花赤一员，虽然品秩与原地方长官相同，但权力在地方长官之上。例称路级达鲁花赤为监郡、州级达鲁花赤为监州或监牧、县级达鲁花赤为监县或监邑，通称宣差、监临之官。
在统辖地方军队的各级万户府、元帅府、千户所，以及监管军民的宣抚司、招讨司等部门也设置达鲁花赤官职。
路的達魯花赤是正三品，散府（直属行省的府）的是正四品，與中央六部尚書同，州的達魯花赤由戶口決定，大的是從四品，小的是從五品，縣的達魯花赤，大的是從六品，小的是從七品。

### 中央政府
元朝也在朝廷的许多部门设置达鲁花赤的官职，同样为该部门的最高长官。例如，诸路宝钞都提举司、运粮提举司、各大寺院总管府、营缮司等部门及其各级机构，也都普遍设置有达鲁花赤一职。
诸侯王下的各级属官，也设置达鲁花赤，由诸王自行指派。

### 民族限制
达鲁花赤一员，虽然品秩与原地方长官相同，但权力在地方长官之上，因此是实际的最高长官，幾乎全是蒙古人充任，加強了其民族統治。所谓“圣朝统有天下，制官以国人冠其上，如古监者”。
元武宗至大二年（1309年），汉人、南人、契丹人和女真人和其他少数民族被明令禁止擔任，并规定达鲁花赤必须委由蒙古人，如果蒙古人中无合适人选，公家可在色目人中选任；凡是汉族或其他民族人士担任达鲁花赤的，被发现一律追回撤销，而且此人將永不叙用。不過，皇帝可以賜給汉族或其他民族人士蒙古姓氏，該員隨即成為蒙古人，如賀太平即擔任過达鲁花赤。
但是，也有由于当地条件恶劣，蒙古人不願擔任达鲁花赤，而直接让汉人充任的例子。根据《元史》，也有汉族和其他少数民族未經改變民族籍貫，即担任达鲁花赤的记载。

## 参看
- 蒙古帝国
- 职官
- 達魯噶
- 刺史
- 探馬赤軍